# 神奇寶貝劇場版：阿爾宙斯 超克的時空
《阿爾宙斯 超克的時空》，是神奇寶貝動畫的第十二部電影版、同時也是鑽石&珍珠系列的第三部電影版，與《決戰時空之塔 帝牙盧卡VS帕路奇犽VS達克萊伊》及《騎拉帝納與冰空的花束 潔咪》併稱為眾神三部曲。
本作以「超越界線的戰鬥，解開世界的謎團」作為標語。
「超克」在日文原意為超越克服、戰勝困難的意思。

## 劇情簡介
傳說中創造世界的神奇寶貝阿爾宙斯，在某次災難中拯救了世界不被滅亡，但卻身受重傷，是達摩斯救了他。
之後，為了使米季納的土地復甦，阿爾宙斯將其生命寶玉借給達摩斯，並約定在下一個日蝕之日歸還，但達摩斯卻背叛了誓言。
阿爾宙斯長眠前，許下「當我下一次醒來後將對人類進行制裁」的誓言。
在阿爾宙斯甦醒之後，以壓倒性的力量將三神徹底打敗，而帝牙盧卡也在倒下前夕將小智一行人送到過去，去了解達摩斯為什麼會背叛阿爾宙斯的真正緣由。

## 場景
- 米季納：本作的參考舞台是希臘的雅典，其中神殿的靈感來自雅典的帕德嫩神殿

## 登場人物
| 角色   | 配音員     | 配音員   | 配音員   | 介紹 |
| 角色   | 日本       | 香港     | 臺灣     | 介紹 |
| ------ | ---------- | -------- | -------- | --- |
| 小智   | 松本梨香   | 吳小藝   | 汪世瑋   | |
| 皮卡丘 | 大谷育江   | 大谷育江 | 大谷育江 | |
| 小光   | 豐口惠     | 王慧珠   | 林美秀   | |
| 小剛   | 上田祐司   | 張振聲   | 于正昇   | |
| 武藏   | 林原惠     | 莊巧兒   | 詹雅菁   | |
| 小次郎 | 三木真一郎 |          | 吳東原   | |
| 喵喵   | 犬山犬子   | 王夢華   | 汪世瑋   | |
| 達摩斯 | 高嶋政宏   |          | 林士程   | 曾救了阿爾宙斯，之後希望土地恢復生機，而阿爾宙斯將「生命寶玉」借給達摩斯以使米季納豐饒，到了約定之日卻未歸還寶玉。實際上達摩斯本人是信守承諾的，但遭奇辛背叛。                                             |
| 奇辛   | 山寺宏一   |          | 陳彥鈞   | 本片敵人。達摩斯的部下，使用魔獸裝備來控制神奇寶貝，為達摩斯背叛阿爾宙斯一事的罪魁禍首，目的是為了支配國家以及保留米季納豐饒。                                                                             |
| 希娜   | 北乃きい   | 鄧潔麗   | 詹雅菁   | 達摩斯的後裔，由於具有與神奇寶貝心靈相通的能力，所以能直接呼喚帝牙盧卡過來。守護著遺跡的她一心想歸還寶玉以平息神怒。帝牙盧卡在被阿爾宙斯打倒前夕，送小智等人回到過去，去了解事情經過為何。曾被奇辛欺騙過。 |
| 克賓   | 岸祐二     |          | 吳東原   | 與希娜一起守護遺跡，並將米季納的傳說告訴小智等人。 |

### 神奇寶貝 (寶可夢)
- 皮丘（刺刺耳皮丘）：達摩斯的神奇寶貝。（日本配音：中川翔子，台灣配音：林美秀）
- 菊草葉（日本配音：真堂圭）
- 火球鼠（日本配音：古島清孝）
- 小鋸鱷（日本配音：西村ちなみ）
- 青銅鐘：奇辛的神奇寶貝，曾經控制達摩斯或小智們。最後在皮卡丘的幫助下脫離控制，並對奇辛發動攻擊。
- 席多藍恩：奇辛的神奇寶貝，最後在皮卡丘的幫助下脫離控制，並對奇辛發動攻擊。

### 傳說神奇寶貝
- 帝牙盧卡：三神之一，掌管時間的神奇寶貝。與帕路奇犽率先阻止阿爾宙斯大肆破壞，將小智一行人送到過去之後，最先被阿爾宙斯打倒。
- 帕路奇犽：三神之一，掌管空間的神奇寶貝。與帝牙盧卡率先阻止阿爾宙斯大肆破壞，帝牙盧卡倒下後與騎拉帝納聯手阻止阿爾宙斯，最後仍被打倒。
- 騎拉帝納：三神之一，掌管反轉世界的神奇寶貝。在帝牙盧卡與帕路奇犽之後出現，帝牙盧卡倒下後與帕路奇犽聯手阻止阿爾宙斯，最後仍被打倒。
- 阿爾宙斯：據說是從虛無中誕生，並創造出世界的神奇寶貝，銀河隊科學家冥王所說的創世神指的就是祂。曾被達摩斯背叛，而許下「當我下次醒來後將對人類進行制裁」的誓言。所擁有的十八種屬性石板能讓各種攻擊無效，因此三神的攻擊全都對祂沒用。（日本配音：美輪明宏，台灣配音：吳東原）

## 主題曲
| 曲別   | 曲名                                           | 作詞     | 作曲     | 編曲     | 歌                              |
| ------ | ---------------------------------------------- | -------- | -------- | -------- | ------------------------------- |
| 片頭曲 | 〈擊掌！2009〉                                 | 戸田昭吾 | 田中宏和 | 田中宏和 | 小智（松本梨香）&小光（豐口惠） |
| 片尾曲 | 「」（心的天線 -Haruomi Hosono Original Mix-） | 松本隆   | 細野晴臣 | 細野晴臣 | 中川翔子                        |

## 其他
神奇寶貝電影版總累積觀影人數，於本片正式突破5000萬人。

## 備註
於片尾曲中出現所有鑽石與珍珠系列電影的原創人物及神奇寶貝。有「決戰時空之塔」的東尼歐、艾莉絲與小火焰猴、艾伯特男爵、達克萊伊；「冰空的花束」的潔咪、穆玄·葛雷藍斯多及前手下傑洛、人工智慧印芙伊。

## 關聯項目
- 神奇寶貝動畫版
- 神奇寶貝動畫電影版

## 外部連結
- （日語）電影介紹 （页面存档备份，存于）
- 互联网电影数据库（IMDb）上《神奇寶貝劇場版：阿爾宙斯 超克的時空》的资料（英文）
- 開眼電影網上《神奇寶貝劇場版：阿爾宙斯 超克的時空》的資料（繁體中文）
- 时光网上《神奇寶貝劇場版：阿爾宙斯 超克的時空》的資料（简体中文）
- 豆瓣电影上《神奇寶貝劇場版：阿爾宙斯 超克的時空》的資料 （简体中文）